# Zapatillas de ballet

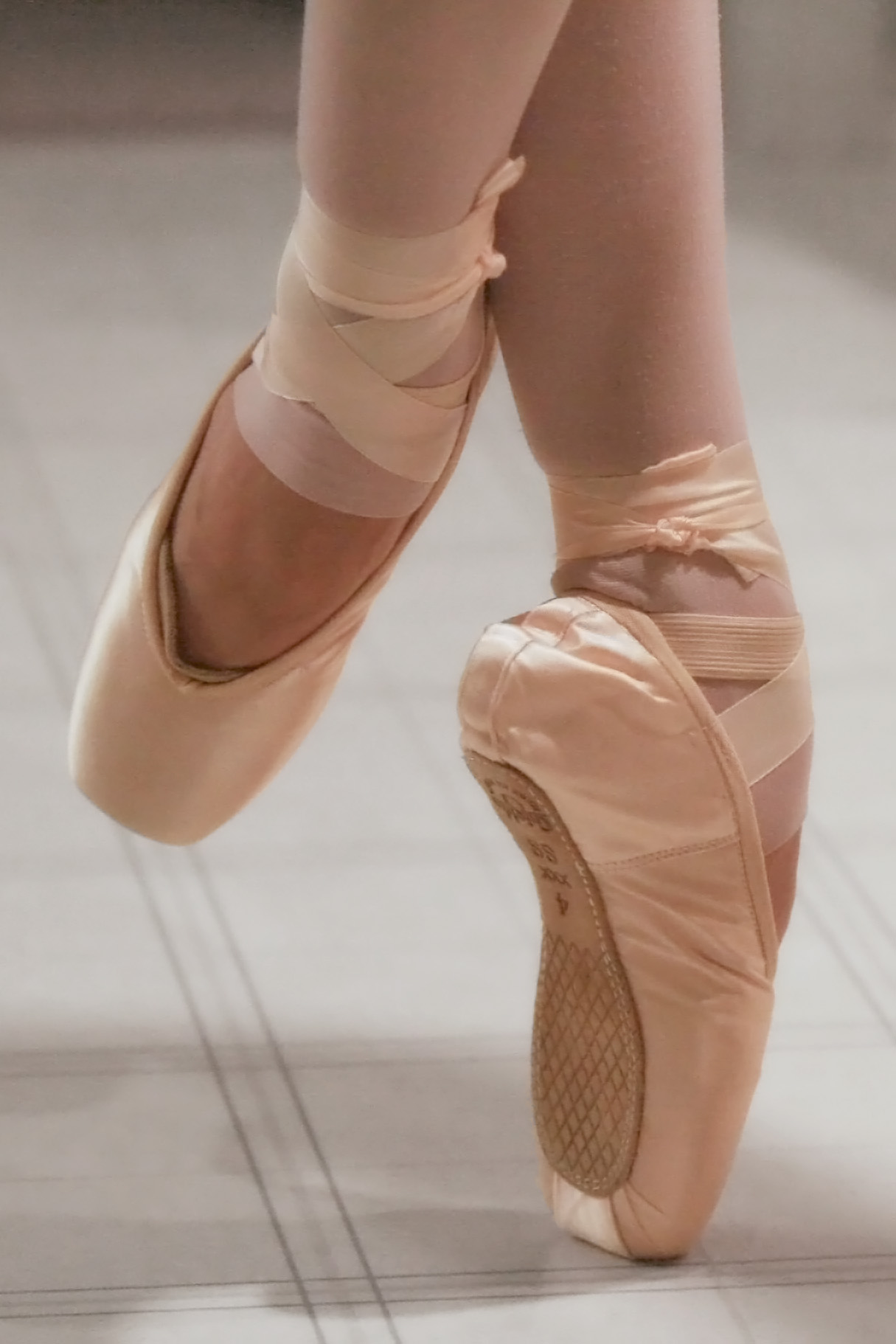
Zapatillas de puntas

Las zapatillas de ballet son los zapatos especiales para bailar danza y ballet. Existen de dos tipo: de mediapuntas y de puntas.
Las zapatillas de mediapuntas están hechas de cuero o lona, con una suela pequeña de piel; son muy flexibles, casi como un guante y deben ajustarse perfectamente al pie sin dejar bolsas. Las zapatillas de punta tienen una elaboración más compleja ya que, la punta rígida debe permitir que una bailarina pueda subirse a ella con seguridad; la tela exterior, generalmente, es de satén rosa. 
A las bailarinas  jóvenes les está restringido el uso de zapatillas de punta hasta que sus músculos sean suficientemente fuertes para poder bailar en punta. Los bailarines llevan casi siempre zapatillas de ballet de media punta, pues raramente bailan en puntas de pie.

## Fabricación

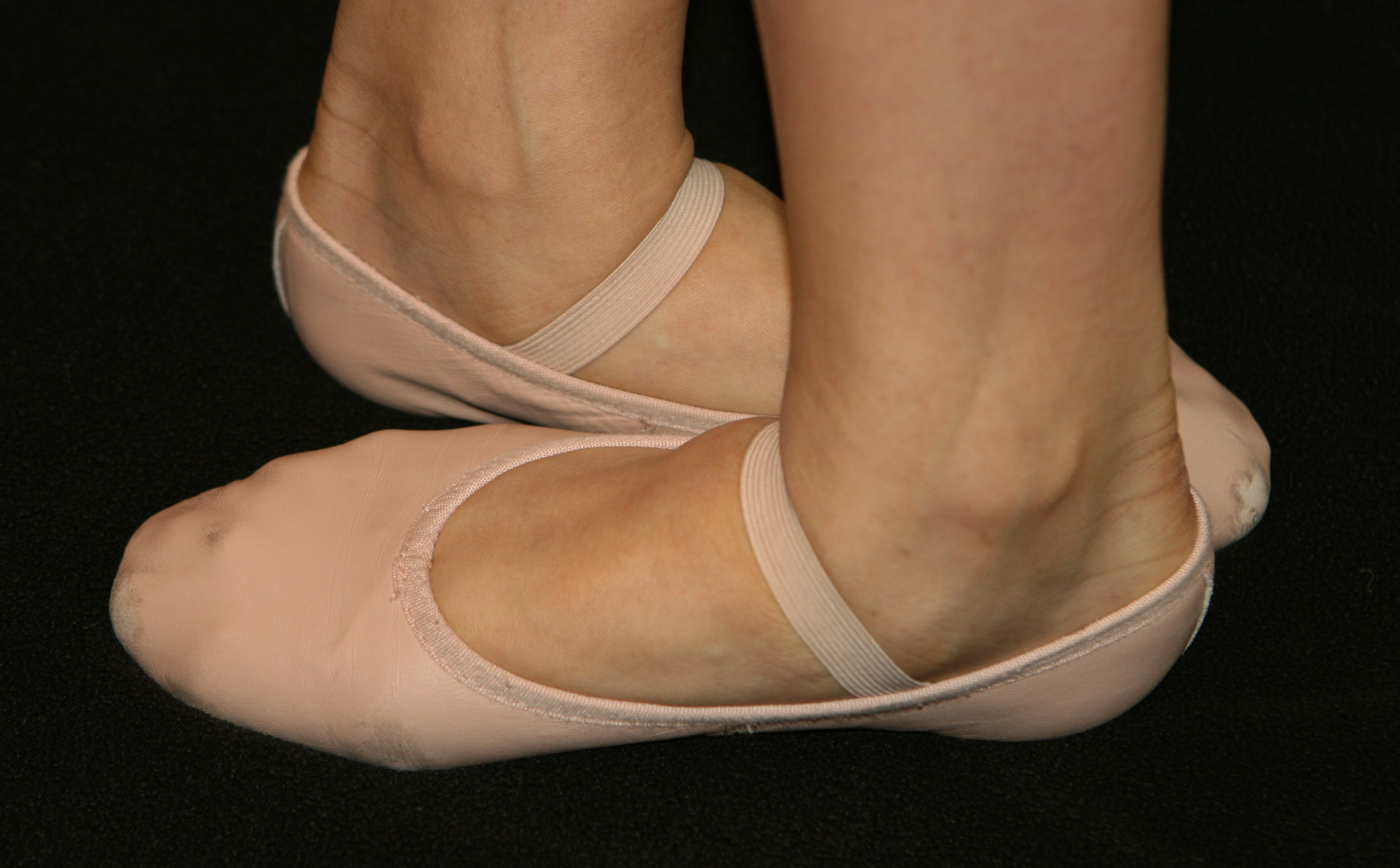
Zapatillas de media punta

Como muchos otros tipos de zapatos de danza, los zapatos de  pueden tener suela partida (para aumentar la flexibilidad) o suela completa. Se hacen generalmente de cuero, de lona o de satén suave:
- Las zapatillas de cuero son duraderas.
- Las zapatillas de lona permite que el pie respire, pero se gastan más rápidamente que los de cuero.

Las bandas elásticas se utilizan para ayudar a asegurar los zapatos de ballet a los pies. Cada zapato se puede asegurar bien con una sola banda a través del arco del pie o con dos bandas que se crucen en forma de “X” en la tapa del arco. Las zapatillas de suela partida emplean típicamente dos bandas, mientras que los de suela completa generalmente apenas tienen una. En el caso de bandas únicas, la mayoría de los fabricantes de zapatillas de ballet atan las bandas a los zapatos durante el proceso de fabricación. En el caso de los zapatos de doble banda, los fabricantes atarán típicamente un extremo de cada banda al zapato y dejarán al comprador atar los extremos libres de las bandas para realizar un ajuste óptimo.

## Zapatillas de puntas
Las zapatillas de puntas son un tipo de calzado de ballet similar a las zapatillas anteriormente descritas pero con refuerzo en la parte anterior de las mismas. Su objetivo es que las bailarinas de ballet se eleven sobre ellas apoyando el peso de todo su cuerpo sobre la punta de sus dedos. El peso corporal debe ser repartido entre todos los dedos del pie, ya que poner el peso sobre el dedo pulgar o sobre el meñique terminaría en perder el equilibrio. El objetivo de las zapatillas de puntas es proporcionar una apariencia ligera y estilizada de la bailarina durante la representación, que parezca levitar sobre el suelo o que no haga ruido al caer tras un salto. 
Su origen se remonta al nacimiento de los ballets románticos en el siglo XIX. Se considera que una de las primeras bailarinas en emplear este tipo de zapatillas fue Marie Taglioni en el ballet La sílfide en 1832 utilizando la técnica de puntas.  En un principio, las bailarinas introducían algodón para reforzar la punta mientras que en la actualidad la zapatilla cuenta con una estructura rígida en la que se apoyan los dedos. Además para que los dedos de los pies no se lastime se utiliza una puntera de silicona o dedales del mismo material , especialmente hechos para usar en este tipo de zapatillas. 
Las zapatillas de puntas no se utilizan hasta el segundo o tercer año de enseñanza. En las clases, se emplean al final de los ejercicios de barra y su uso es progresivo para reforzar los músculos del pie y adquirir el equilibrio necesario para posarse sobre ellas. Existen zapatillas con diferente nivel de rigidez en su suela. La elección de una u otra dependerá de la bailarina en función del grado de fortaleza de su pie. Para ello tiene que practicar todo un año con las ½ puntas (las zapatillas nombradas anteriormente).

## Punteras o plumillas

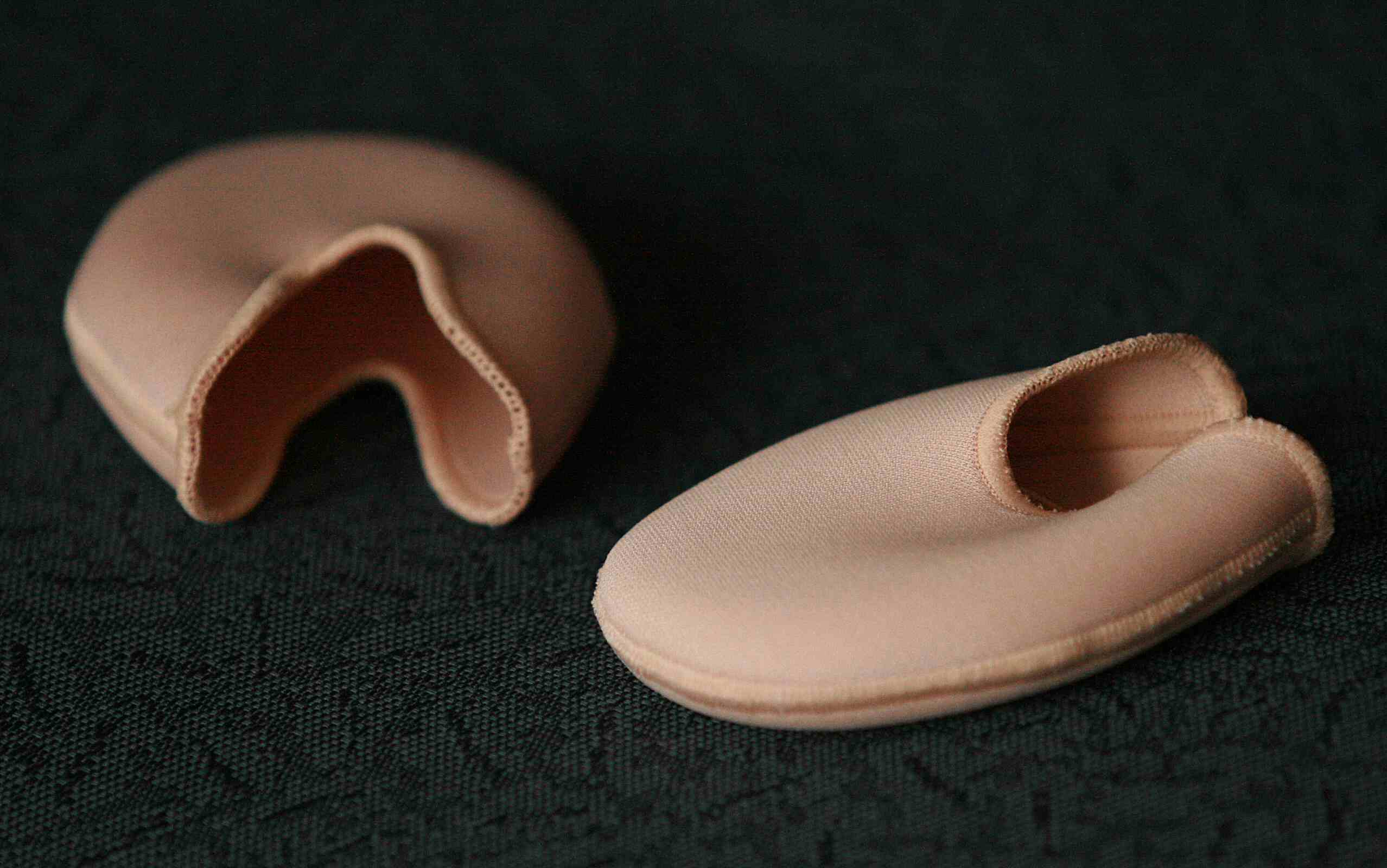
Punteras de tela

Las punteras son una "funda" (de silicona u otro material) que se utiliza entre las medias o pantis de ballet y las zapatillas. Se utilizan únicamente con las zapatillas de puntas y estas no deben sobresalir con respecto a la capellada.